# Niantic (entreprise)
Pour les articles homonymes, voir Niantic.
Niantic, aussi appelée Niantic Labs, est une entreprise de jeu vidéo, fondée par John Hanke en 2010 sous le nom Niantic Labs et créée à l'origine comme filiale de Google. Elle est connue pour avoir développé les jeux en réalité augmentée Ingress et Pokémon Go.
Initialement lancée comme une start-up interne du groupe Google, l'entreprise se détache du géant américain en octobre 2015, après la restructuration du groupe Alphabet.

## Historique

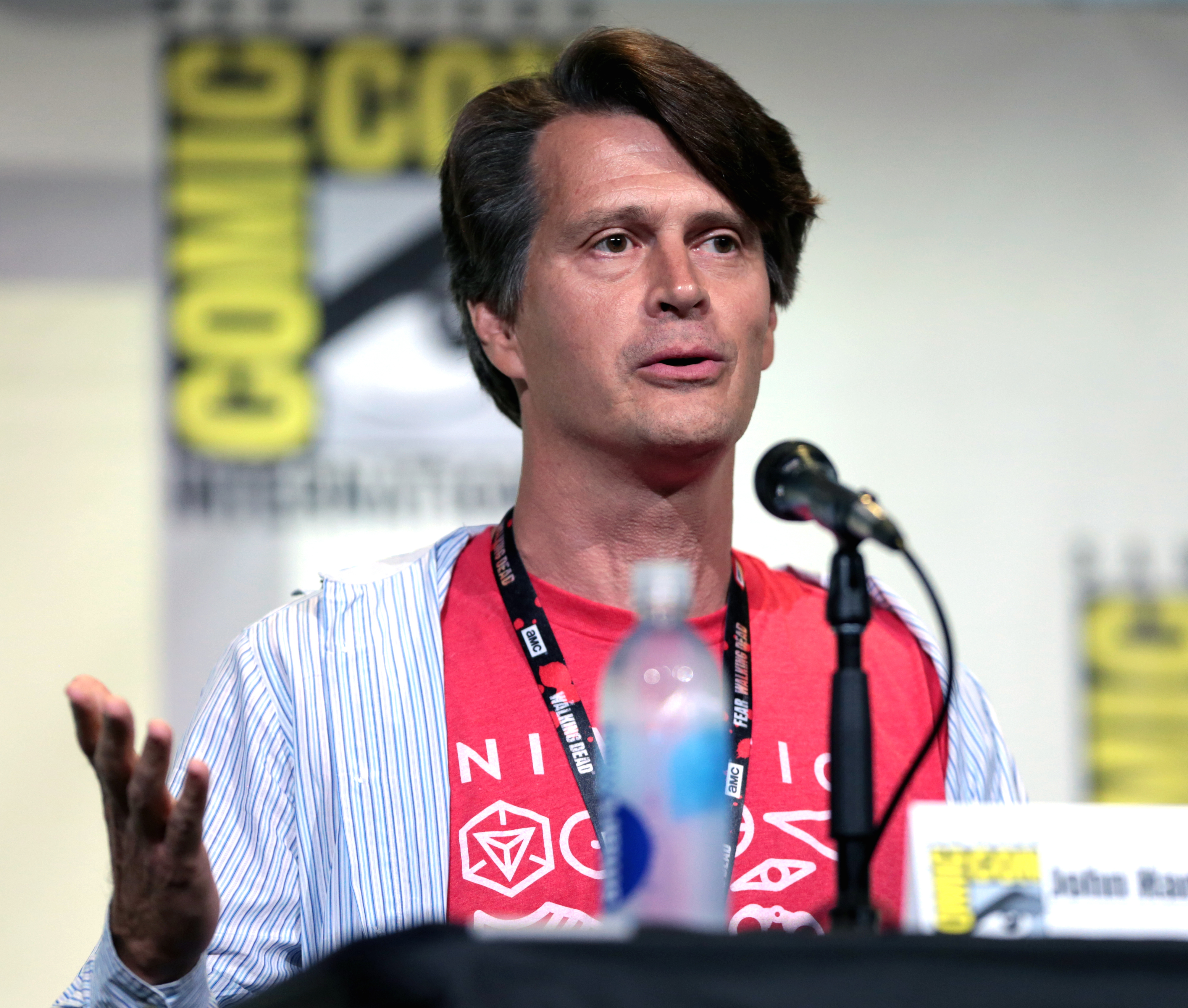
John Hanke, fondateur de Niantic, lors de la Comic-Con 2016.

### 2010-2015: création au sein de Google
Niantic est créé par John Hanke en 2010, en tant que start-up interne à Google. Hanke est déjà connu pour avoir créé Google Earth et avoir été à la tête de la division « Geo » de Google pour plusieurs années. L'objectif de la start-up est alors d'inventer de nouvelles formes d'interactions en lien avec les services de cartographie du groupe, notamment via des jeux. Dès le départ, Hanke souhaite « faire des jeux vidéo dans le monde réel, dans lesquels les gens peuvent se rencontrer »,.
Le nom fait référence au Niantic, un voilier ayant accosté 160 ans plus tôt à San Francisco à l'occasion de la ruée vers l'or et qui fut abandonné par l'équipage, parti à la recherche d'or, et qui servit de fondation d'un hôtel de bord de mer.
En 2012, Niantic dévoile Field Trip, une application mobile alertant l'utilisateur des points d'intérêt à proximité. L'application se base sur la position géographique de l'utilisateur et plusieurs sources de données touristiques.
La même année, Niantic sort son premier jeu en réalité alternée Ingress, où deux équipes de joueurs s'affrontent pour contrôler des portails représentés sur une carte. Ces portails sont placés dans des lieux publics et des monuments. En janvier 2016, l'application revendique 14 millions de téléchargements et son fondateur estime avoir atteint « le plus grand nombre d’utilisateurs actifs dans l’histoire d'[Ingress] ».

### Depuis 2015: association avec Nintendo
En août 2015, alors que Google réorganise la société pour constituer le conglomérat Alphabet, Niantic devient une entreprise indépendante. En octobre 2015, The Pokémon Company, Nintendo et Google entrent au capital de Niantic, pour un montant de 20 millions de dollars avec une rallonge de 10 millions de dollars prévus « si certaines performances sont atteintes »,. Via cette levée de fonds, Nintendo s'associe à Niantic pour se développer sur le mobile, par le biais d’un jeu de la franchise Pokémon. 
En juillet 2016, le jeu Pokémon Go sort aux États-Unis, en Australie et en Nouvelle-Zélande. C'est un succès qui se traduit par des millions de téléchargements et une envolée de 50 % du cours de l'action Nintendo en une semaine. Avant même qu'il ne soit disponible dans le monde entier, le jeu rapporte 1,6 million de dollars par jour à l'entreprise rien que sur iOS. Trois semaines après le lancement de Pokémon Go, Citibank estime la valorisation de Niantic à 3,6 milliards de dollars et estime que les revenus de l'entreprise pourraient atteindre 740 millions de dollars en 2016,. Pour conforter cet engouement, Niantic promet, lors de la Comic-Con de juillet 2016, que le jeu sera bientôt mis à jour pour offrir plus de fonctionnalités. L'entreprise explique également que son modèle économique va se baser sur les lieux sponsorisés, où les boutiques pourront payer pour héberger des lieux d'intérêt dans le jeu.
Cette collaboration, entre les entreprises américaine et japonaise, se poursuit en 2021 avec Pikmin Bloom, un jeu pervasif basé sur une licence de Nintendo. Il est alors développé et édité par Niantic.

## Produits développés

### Site internet
- Niantic wayfarer

### Application mobile
- 2012 : Field Trip

### Jeux vidéo
- 2012 : Ingress
- 2016 : Pokémon Go
- 2019 : Harry Potter: Wizards Unite
- 2021 : Pikmin Bloom
- Annoncé puis annulé : Catan: World Explorers

### Série d'animation
- 2018 : Ingress: The Animation. En collaboration avec Craftar Studio, Ingress: The Animation, est une adaptation télévisuelle du jeu Ingress. La série a d'abord été diffusée sur la chaîne Fuji TV au Japon en octobre 2018, puis sur Netflix depuis le 30 avril 2019.